# TV Globo
«ТВ Глобу» (порт. TV Globo, просто известный как Globo — «земной шар») — первая по величине португалоязычная телекоммуникационная компания в мире и Бразилии, главный бразильский телеканал. Входит в медиаконцерн Grupo Globo. Постоянное телевещание ведёт с 26 апреля 1965 года.
Globo — крупнейшая коммерческая телевизионная сеть в Латинской Америке и вторая по величине телекомпания в мире после ABC. Это один из крупнейших производителей теленовелл наряду с мексиканскими Televisa и TV Azteca, американскими Telemundo, колумбийскими Caracol и RCN, венесуэльскими Venevisión, аргентинскими Telefe и El Trece, и филиппинскими ABS-CBN и GMA.

## История
Основатель и владелец «Глобу» — Роберту Маринью, умер в 2003 году в возрасте 98 лет. Он начал развивать свою компанию с газеты, перешедшей ему в наследство в 1925 году. Занимал пост президента компании до конца жизни. После его смерти президент Бразилии Луис Инасиу Лула да Силва сказал, что страна потеряла великого человека. Сейчас «Глобу» принадлежит старшему сыну Роберту. Телекомпания «Глобу» сделала новеллы предметом бразильского экспорта в более чем 80 стран мира.
Уже в 1960-х годах новеллы «Глобу» интересовали всю Бразилию. Теленовеллы производили и другие компании, но «Глобу» традиционно считалась лидером в производстве фильмов этого жанра. Со временем количество теленовелл увеличивалось, и в 1995 году «Глобу» запустил в работу огромный комплекс, который получил название «Estúdios Globo» в районе Жакарепагуа Рио-де-Жанейро.
В 2007 году началось HDTV вещание в системе ISDB-T International.
В 2019 году отключили аналоговый сигнал в Бразилиа, Сан-Паулу и Рио-де-Жанейро.
В 2021 году Globo кардинально изменил свое оформление и концепцию, в 2025 отметил 100-летний юбилей компании и 60-летний юбилей телеканала.

## Теленовеллы
- Travessia, 2022
- Pantanal, 2022
- Amor do Mãe - Любовь матери, 2019
- A Dona do Pedaço, 2019
- Седьмой хранитель, 2018
- Segundo Sol, 2018
- O Outro Lado do Paraiso, 2017
- A Força do Querer, 2017
- Eta Mundo Bom!, 2016
- Правила игры, 2015
- Любовь к жизни, 2013
- Flor do Caribe, 2013
- Спаси меня, Святой Георгий, 2012
- Cheias de Charme, 2012
- Проспект Бразилии, 2012
- Fina Estampa, 2011
- Cordel Encantado, 2011
- Araguaia, 2010
- Дороги Индии, 2009
- A Favorita - Фаворитка, 2008
- Запретное желание, 2007
- Семь грехов, 2007
- Два лица, 2007
- Пророк, 2006
- Сеньорита, 2006
- Страницы жизни, 2006
- Америка, 2005
- Белиссима, 2005
- Голос сердца, 2005
- Талисман, 2004
- Хозяйка судьбы, 2004
- Цвет греха, 2004
- Женщины в любви, 2003
- Шоколад с перцем, 2003
- Celebridade, 2003
- Земля любви, земля надежды, 2002
- Берег мечты, 2001
- Дети Евы, 2001
- Клон, 2001
- Семейные узы, 2000
- Тихие страсти Магдалены — Vida Madalena, 1999
- Воздушные замки, 1999
- Музыка её души, 1999
- Власть желания, 1999
- Нежный яд, 1999
- Земля любви, 1999
- Вавилонская башня, 1998
- Шальные деньги, 1998
- В мире женщин, 1998
- Лето нашей тайны — Corpo Dourado, 1998
- Неукротимая Хильда, 1998
- Во имя любви, 1997
- Жестокий ангел, 1997
- Роковое наследство — O Rei do Gado, 1996
- Vira Lata, 1996
- Новая жертва, 1995
- История любви, 1995
- Линия жизни, 1994
- Тропиканка, 1994
- Секрет тропиканки, 1993
- Fera Ferida, 1993
- Улыбка ящерицы, 1991
- Полнолуние любви, 1990
- Моя любовь, моя печаль, 1990
- Tieta, 1989
- Всё дозволено, 1988
- Право любить, 1987
- Сеньорита, 1986
- Рокки-святоша, 1985
- Война полов, 1983
- Наследница, 1978
- Рабыня Изаура, 1976

## Программы
- Jornal Nacional ("Национальный журнал") — новостная программа (о Бразилии)
- Jornal da Globo — новостная программа (о мире)
- Jornal Hoje — дневная новостная программа
- Globo Rural — программа о сельском хозяйстве
- Mais Você — программа для женщин
- Plantão da Globo — экстренное включение
- Globeleza — карнавал в Рио-де-Жанейро
- Globo Esporte — спортивная программа
- Criança Esperança ("Детская надежда") — детское шоу
- Tela Quente, Sessão da Tarde, Sessão de Gala, Temperatura Máxima, Sessão Brasil — программы показа кино и теленовелл
- Batalha dos Cornos (телешоу)
- Quem Quer Ser um Milionário (телешоу)
- Escort Espetacular (спортивная программа)
- Video Zap (телешоу)

### Детские передачи
- Balão Mágico
Ведущие: группа Turma do Balão Mágico
Выходила с 7 марта 1983 года по 28 июня 1986 года
- «Шоу Шуши»
Ведущая: Шуша
Заменила в сетке телепередачу Balão Mágico
Выходила в эфир с 30 июня 1986 года по 31 декабря 1992 года

## Коммерческий и профессиональный успех
13 июня 2003 года прошло вручение премий ИНТЕ, одной из самых престижных премий, вручаемых за достижения телевидения в Латинской Америке. Компания «Глобу» получила приз как лучшая компания производитель телесериалов, а снятый ею сериал «Клон» был назван лучшей теленовеллой.

## Критика
Rede Globo активно критиковался (и критикуется) за недостоверность информации в новостных программах, за что получил прозвище "Globolixo" (Globo-мусор). К тому же, основатель канала, Роберту Маринью активно поддерживал военную диктатуру 1964-1985 годов.